# 京マチ子
京 マチ子（きょう マチこ、本名：矢野 元子（やの もとこ）。1924年〈大正13年〉3月25日 - 2019年〈令和元年〉5月12日）は、日本の女優。大阪府大阪市出身。

## 生涯

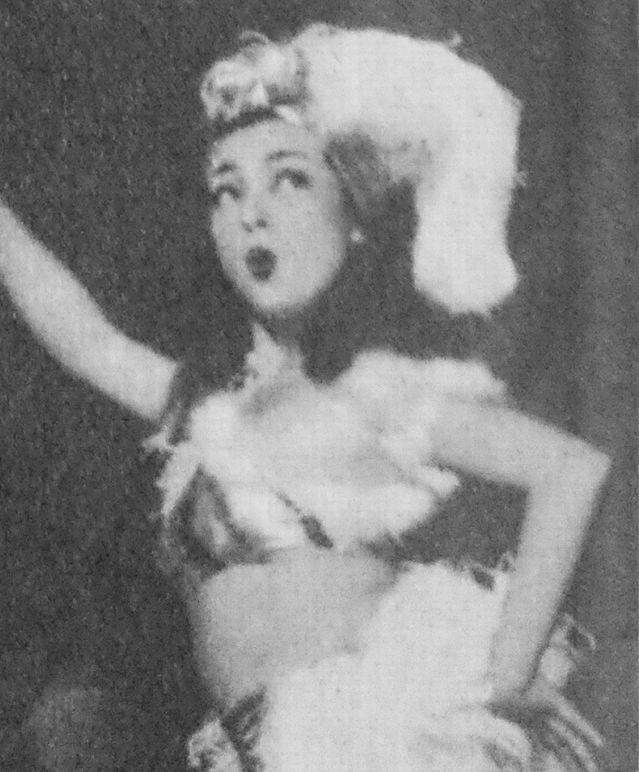
OSK時代（1948年）

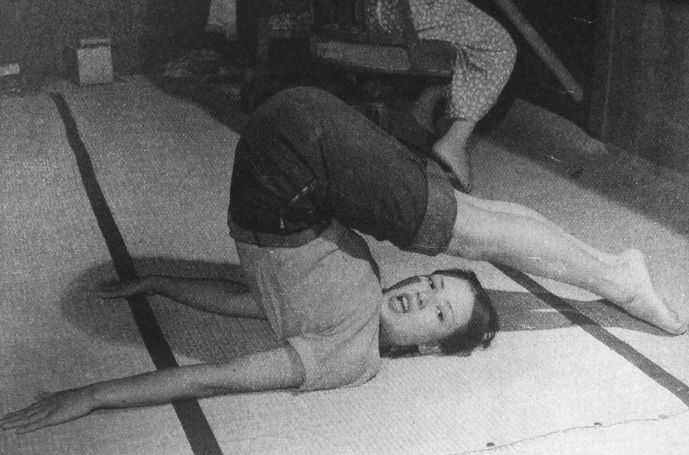
1952年

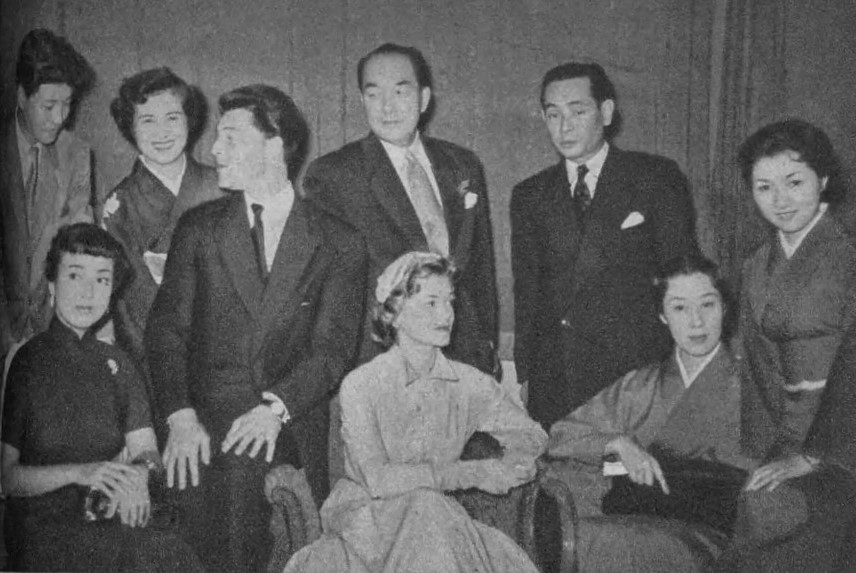
1953年10月18日から28日にかけて、第1回「フランス映画祭」が東京、大阪、京都の各都市で開催され、ジェラール・フィリップとシモーヌ・シモンが来日した。写真は会期中の10月23日に高輪光輪閣で行われたパーティーの模様。前列左から、京マチ子、ジェラール・フィリップ、シモーヌ・シモン、山田五十鈴、高峰秀子。後列左から、池部良、三益愛子、早川雪洲、木下惠介。

一人っ子として出生したものの、5歳のときに父が蒸発し生別、母と祖母の手で成長した経緯を持つ。
1936年（昭和11年）に大阪松竹少女歌劇団（OSSK）に入団して、娘役スターとして戦時中に活躍した。1949年（昭和24年）に大映に入社、女優デビューした。後輩の若尾文子、山本富士子と共に大映の看板女優として活躍した。160cmと当時としては大柄であり、官能的な肉体美を武器に数々の名作に出演した。
溝口健二監督作品『雨月物語』（1953年）、黒澤明監督作品『羅生門』（1950年）、衣笠貞之助監督作品『地獄門』（1953年）など、海外の映画祭で主演作が次々と受賞し「グランプリ女優」と呼ばれる。1971年（昭和46年）の大映倒産以降はテレビドラマと舞台を中心に移し、活躍の幅を広げた。
大映社長永田雅一との恋愛関係が憶測された時期もあったが、生涯独身を通す。1965年（昭和40年）には、日本で初めての「億ション」、コープオリンピア（東京・表参道）を購入して話題となった。
月丘夢路とは映画『華麗なる一族』、ドラマ『犬神家の一族』などで共演し、共に家庭内の壮絶な抗争に執念を燃やす中年女性の狂気を熱演した。1976年12月公開の『男はつらいよ 寅次郎純情詩集』でマドンナ柳生綾を演じ、マドンナの中では唯一渥美清より年上である。
2000年（平成12年）に発表された『キネマ旬報』の「20世紀の映画スター・女優編」で日本女優の3位、同号の「読者が選んだ20世紀の映画スター女優」では第7位になった。
80歳を過ぎた2006年（平成18年）の舞台まで活動を続けたが、その後は引退状態であった。2014年（平成26年）1月には池畑慎之介のブログに登場した他、2017年6月にも仲代達矢が近況について「元気です」と伝えていた。
晩年は石井ふく子、奈良岡朋子、若尾文子と都心の同じマンションに居住。2019年（令和元年）5月12日午後0時18分、心不全のため東京都内の病院で死去。95歳だった。生前からハワイ・オアフ島の墓に納骨するように遺言しており、同年11月24日に納骨された。
第92回アカデミー賞の逝去した映画人を称える“In Memoriam”（イン・メモリアム）のコーナーでも追悼された。

## 受賞・受章歴
- 1950年（昭和25年）：第5回毎日映画コンクール・主演女優賞 『羅生門』、『偽れる盛装』
- 1957年（昭和32年）：第14回Jussi賞（フィンランド）・主演女優賞 『地獄門』
- 1957年（昭和32年）：全米映画批評家協会（NSFC）賞・特別賞『地獄門』
- 1964年（昭和39年）：第38回キネマ旬報ベスト・テン・主演女優賞 『甘い汗』
- 1964年（昭和39年）：第19回毎日映画コンクール・主演女優賞 『甘い汗』
- 1987年（昭和62年）：菊田一夫演劇賞大賞
- 1987年（昭和62年）：紫綬褒章
- 1994年（平成6年）：勲四等宝冠章
- 1995年（平成7年）：第5回日本映画批評家大賞・ゴールデン・グローリー賞
- 1995年（平成7年）：第18回日本アカデミー賞・会長特別賞[11]
- 2017年（平成29年）:第40回日本アカデミー賞・会長功労賞 [12]

ノミネート
- 1957年（昭和32年）：アメリカ 第14回ゴールデングローブ賞 主演女優賞 (ミュージカル・コメディ部門)ノミネート 『八月十五夜の茶屋』

## 出演作品

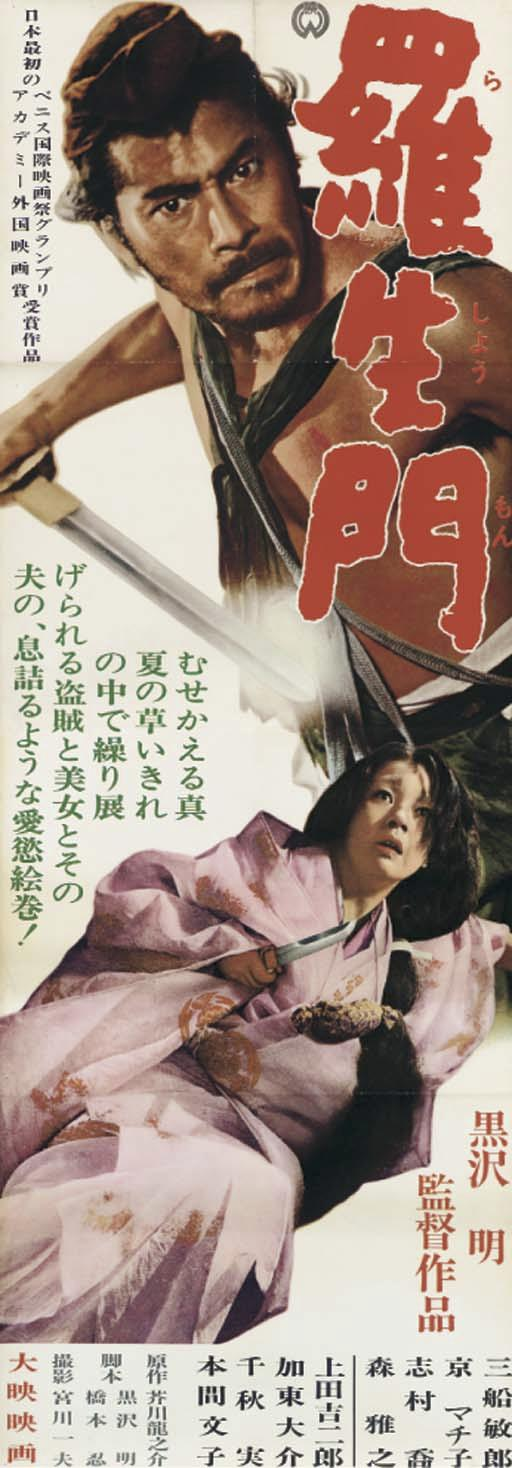
1950年映画『羅生門』
上は三船敏郎

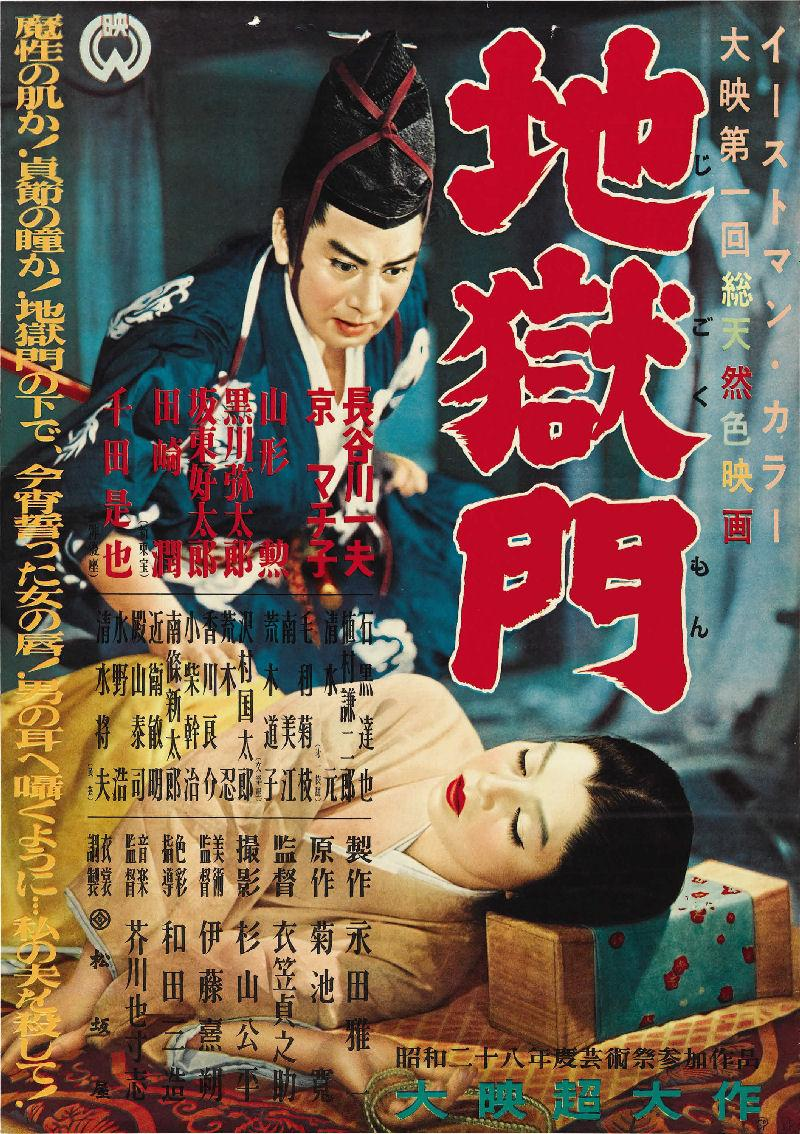
1953年映画『地獄門』
上は長谷川一夫

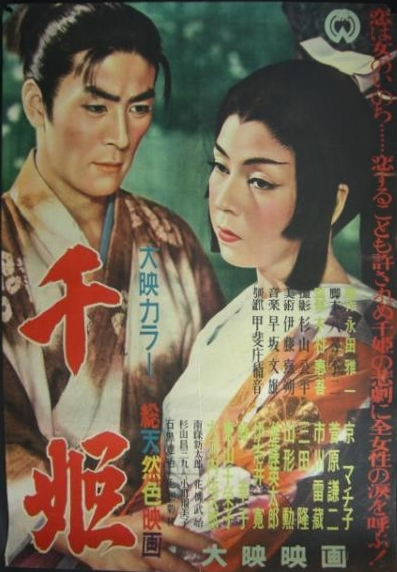
1954年映画『千姫』
左は菅原謙二

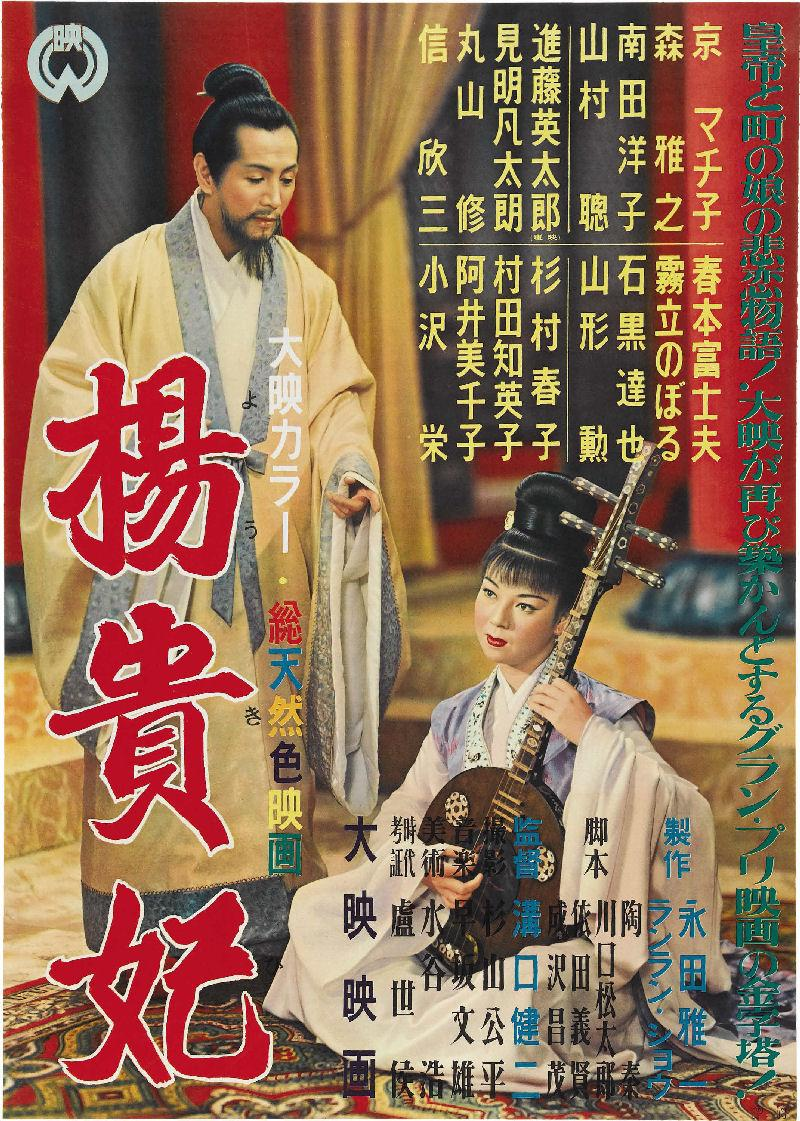
1955年映画『楊貴妃』
左は森雅之

1960年映画『流転の王妃』
左は船越英二

### 映画
- 天狗倒し（1944年、松竹、井上金太郎監督）[13]
- 団十郎三代（1944年、松竹）
- 最後に笑う男（1949年、大映）
- 花くらべ狸御殿（1949年、大映）

- 地下街の弾痕（1949年、大映）
- 三つの真珠（1949年、大映）
- 痴人の愛（1949年、大映）
- 蛇姫道中（1949年、大映）
- 羅生門（監督：黒澤明 1950年、大映）
- 続・蛇姫道中（1950年、大映）
- 遙かなり母の国（1950年、大映）
- 浅草の肌（1950年、大映）
- 美貌の海（1950年、大映）
- 復活（1950年、大映）
- 火の鳥（1950年、大映）

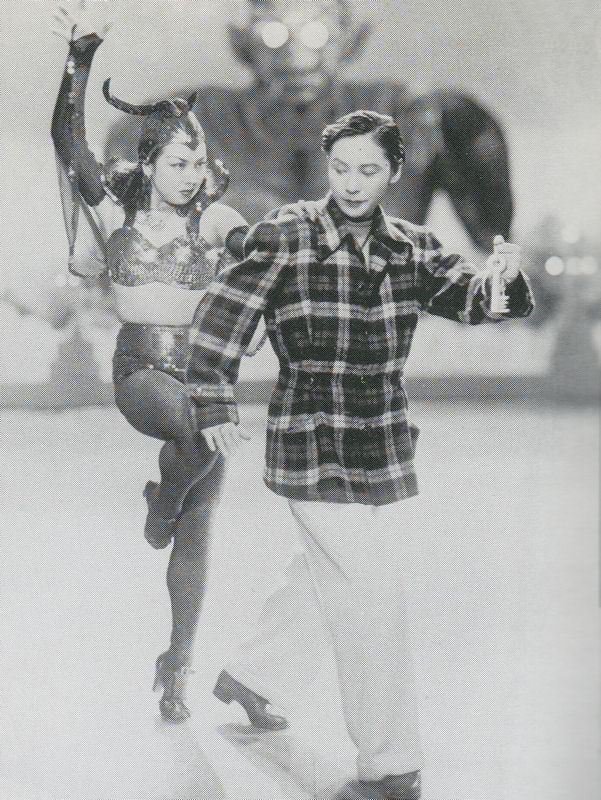
「花くらべ狸御殿」の水の江瀧子（右）と京マチ子（左）

- 偽れる盛装（監督：吉村公三郎 1951年、大映）
- 恋の阿蘭蛇坂（1951年、大映）
- 情炎の波止場（1951年、大映）
- 馬喰一代（1951年、大映）
- 源氏物語（監督：吉村公三郎 1951年、大映）
- 自由学校（監督：吉村公三郎 1951年、大映）
- 牝犬（1951年、大映）
- 浅草紅団（1952年、大映）
- 長崎の歌は忘れじ（監督：田坂具隆 1952年、大映）
- 滝の白糸（1952年、大映）
- 美女と盗賊（1952年、大映）
- 大佛開眼（1952年、大映）
- 総理大臣と女カメラマン 彼女の特ダネ（1952年、大映）
- 雨月物語（監督：溝口健二 1953年、大映）
- 黒豹（1953年、大映）
- あにいもうと（監督：成瀬巳喜男 1953年、大映）
- 地獄門（初のカラー映画出演 1953年、大映）
- 或る女（監督：豊田四郎 1954年、大映）
- 愛染かつら（1954年、大映）
- 春琴物語（1954年、大映）
- 浅草の夜（1954年、大映）
- 千姫（1954年、大映）
- 馬賊芸者（1954年、大映）
- 春の渦巻（1954年、大映）
- 薔薇いくたびか（1955年、大映）
- 楊貴妃（監督：溝口健二 1955年、大映）
- 藤十郎の恋（1955年、大映）
- 新女性問答（1955年、大映）
- 新・平家物語 義仲をめぐる三人の女（1956年、大映）
- 虹いくたび（1956年、大映）
- 赤線地帯（監督：溝口健二 1956年、大映）
- 月形半平太 花の巻/嵐の巻（1956年、大映）
- 八月十五夜の茶屋（1956年、メトロ・ゴールドウィン・メイヤー、アメリカ映画）
- いとはん物語（1957年、大映）
- スタジオはてんやわんや（1957年、大映）
- 踊子（1957年、大映）
- 女の肌（1957年、大映）
- 地獄花（1957年、大映）
- 夜の蝶（監督：吉村公三郎 1957年、大映）
- 穴（監督：市川崑 1957年、大映）
- 有楽町で逢いましょう（1958年、大映）
- 悲しみは女だけに（監督：新藤兼人 1958年、大映）
- 母（1958年、大映）
- 忠臣蔵（1958年、大映）
- 大阪の女（1958年、大映）
- 赤線の灯は消えず（1958年、大映）
- 夜の素顔（監督：吉村公三郎 1958年、大映）
- 娘の冒険（1958年、大映）
- あなたと私の合言葉 さよなら、今日は（監督：市川崑 1959年、大映）
- 細雪（2度目の映画化 1959年、大映）
- 女と海賊（1959年、大映）
- 夜の闘魚（1959年、大映）
- 次郎長富士（1959年、大映）
- 鍵（監督：市川崑 1959年、大映）
- 浮草（監督：小津安二郎 1959年、大映）
- 女経・第三話「恋を忘れていた女」（監督：吉村公三郎 1960年、大映）
- 足にさわった女（監督：増村保造 1960年、大映）
- 流転の王妃（監督：田中絹代 1960年、大映） 主演の呼倫覚羅竜子（愛新覚羅浩） 役
- ぼんち（監督：市川崑 1960年、大映）
- 三人の顔役（1960年、大映）
- 顔（原作：丹羽文雄 1960年、大映）
- お伝地獄（1961年、大映）
- 婚期（監督：吉村公三郎 1961年、大映）
- 女の勲章（1961年、大映）
- 濡れ髪牡丹（1961年、大映）
- 小太刀を使う女（1961年、大映）
- 釈迦（1961年、大映）
- 黒蜥蜴（戯曲：三島由紀夫 1962年、大映）
- 仲よし音頭 日本一だよ（1962年、大映）
- 女の一生（監督：増村保造 1962年、大映）
- 女系家族（原作：山崎豊子 1963年、大映）
- 現代インチキ物語 ど狸（1964年、大映）
- 甘い汗（監督：豊田四郎 1964年、東宝）
- 他人の顔（監督：勅使河原宏 1966年、東宝）
- 沈丁花（1966年、東宝)
- 小さい逃亡者（1966年、大映）
- 千羽鶴（原作：川端康成 監督：増村保造 1969年、大映）
- 玄海遊侠伝 破れかぶれ（1970年、大映）
- 華麗なる一族（監督：山本薩夫 1974年、東宝） - 万俵大介の愛人・高須相子 役
- ある映画監督の生涯 溝口健二の記録（ドキュメンタリー映画 監督：新藤兼人 1975年、近代映画協会）
- 金環蝕（監督：山本薩夫 1975年、大映）
- 妖婆（監督：今井正 1976年、大映）
- 男はつらいよ 寅次郎純情詩集（監督：山田洋次 1976年、松竹） - シリーズ第18作、マドンナ 役
- 化粧（1984年、松竹）

### テレビドラマ
- あぶら照り（1964年、フジテレビ）
- 土曜劇場・春一番（1968年～、フジテレビ） - 蓮子[14]
- 赤ん坊夫人（1969年、関西テレビ） - 栗原多恵
- 蘭の殺人（1970年、日本テレビ）
- 嫁ふたり（1972年、朝日放送） - 花立千代
- まんまる四角（1973年、TBS） - 本田くに子
- 銀河テレビ小説（NHK総合）
  - 天気晴朗なれど（1973年）
  - 金婚式（1987年） - 足立二三子[15]
  - あるときは妻（1989年）
- 横溝正史シリーズ・犬神家の一族（1977年、毎日放送） - 犬神松子
- かあさん堂々（1977年、TBS） - 南今日子
- 家路〜ママ・ドント・クライ（1979年、TBS） - 唐沢雪子
- 家路PART2（1979年 - 1980年、TBS） - 唐沢雪子
- 額田女王（1980年、朝日放送 / 松竹） - 皇極・斉明天皇
- 土曜ドラマ（NHK総合）
  - 離婚（1980年） - 宗子
  - 春むかし（1992年） - 杉本ハル
- 必殺シリーズ（朝日放送 / 松竹）
  - 特別編必殺仕事人 恐怖の大仕事 水戸・尾張・紀伊（1981年）  - 坂東京山
  - 必殺仕舞人（1981年） - 坂東京山
  - 新・必殺仕舞人（1982年） - 坂東京山
  - 必殺仕切人（1984年） - お国
- 母たることは地獄のごとく　炎の女・澤田美喜（1981年7月8日、日本テレビ）-澤田美喜
- 涙は流さないでください～大石順教尼の生涯～(1981年11月21日、朝日放送) - 大石順教
- ああ離婚（1982年 - 1983年、TBS） - 佐倉宗子
- 残照の中から（1983年4月3日、NHK総合）
- 女たちの課外授業（1983年、テレビ朝日） - 高山ふくら
- 花王名人劇場・姥ざかり（1986年 - 1988年、関西テレビ） - 山本歌子
- 水曜グランドロマン・女たちの百万石（1988年10月12日・19日、日本テレビ） - 高台院
- 凪の光景（1990年、テレビ朝日）
- 大河ドラマ（NHK総合）
  - 花の乱（1994年） - 日野重子
  - 元禄繚乱（1999年）- 桂昌院
- 晴れ着ここ一番（晴れ着、ここ一番）（2000年、NHK総合） - 松浦しの

### バラエティ番組
- 徹子の部屋（1987年1月6日・1995年3月28日、テレビ朝日）

### その他のテレビ番組
- 第24回NHK紅白歌合戦（1973年12月31日、NHK総合・ラジオ第1） - 審査員

### 舞台
- 大家族（1984年、名鉄ホール）
- 黄昏（1988年、日生劇場）
- 夕やけ小やけでまだ日は暮れぬ（1990年・2002年、芸術座）
- 喜劇 ああ離婚
- 冬の蝶（1995年、明治座）
- 夏しぐれ（2001年、芸術座）
- 女たちの忠臣蔵（2006年、明治座） ※遺作[16]

### CM
- 資生堂「花椿カード」（1982年）

## 関連書籍
- 水野晴郎『水野晴郎と銀幕の花々』（近代文芸社、1996年） ※水野による京を含む女優たちのインタビュー集
- 北村匡平『美と破壊の女優 京マチ子』（筑摩選書、2019年）